# Tiszavasvári
Tiszavasvári é uma cidade da Hungria, situada no condado de Szabolcs-Szatmár-Bereg. Tem 128,53 km² de área e sua população em 2019 foi estimada em 12.508 habitantes.